# Patrizia Reggiani
Patrizia Reggiani Martinelli (Vignola, Provincia de Módena, 2 de diciembre de 1948) es la exesposa de Maurizio Gucci. Durante la década de 1980, mientras estuvo casada con Maurizio Gucci, se codeó con la alta sociedad y personajes del mundo de la moda de lujo. A finales de 1998 fue declarada culpable como inductora de asesinato en el juicio del asesinato de su marido a manos de un sicario.

## Infancia, adopción y matrimonio con Maurizio Gucci
Patrizia Martinelli nació en Vignola, provincia de Módena, en la parte norte de Italia. Creció en la pobreza y nunca conoció a su padre biológico. Cuando Patrizia tenía 12 años, su madre se casó con el rico empresario Ferdinando Reggiani, quien más tarde adoptó a Patrizia.
En 1973 contrajo matrimonio con Maurizio Gucci, con quien tuvo dos hijas, Allegra y Alessandra. El 2 de mayo de 1985, tras 12 años de matrimonio, Maurizio dejó a Patrizia por otra mujer. Excusándose en un corto viaje de negocios, nunca regresó a casa. En 1991, Patrizia y Maurizio Gucci se divorciaron oficialmente. Tal y como se había acordado, Patrizia Reggiani adquirió el equivalente a 500.000 dólares anuales, según el derecho de alimentos. En 1992 se le diagnosticó un tumor cerebral, que pudo ser eliminado sin consecuencias negativas. El 27 de marzo de 1995, su marido fue asesinado por un sicario contratado por Patrizia, que le disparó cuando entraba en su oficina.

## Juicio
El 31 de enero de 1997 Patrizia Reggiani fue arrestada, y en 1998 fue condenada por organizar el asesinato de su marido, Maurizio Gucci, lo que le llevó a una sentencia de 29 años de cárcel. El juicio tuvo una gran repercusión en los medios de comunicación y comenzó a conocerse a Reggiani como la "viuda negra". Sus hijas reclamaron la anulación de la sentencia, declarando que su tumor cerebral había afectado a su personalidad. En 2000, un tribunal de apelaciones de Milán mantuvo la condena, pero redujo la sentencia a 26 años. Ese año mismo, Reggiani intentó suicidarse con el cordón de un zapato, aunque consiguieron detenerla.[cita requerida]
En octubre de 2011 se le ofreció el tercer grado, aunque lo rechazó declarando que "nunca he trabajado en mi vida y desde luego no voy a empezar ahora". Su libertad se produjo en octubre de 2016 tras 18 años. La sentencia se acortó por buen comportamiento. En 2017 se le otorgaron 900.000 libras anuales por parte de la empresa Gucci. Este hecho se debió al acuerdo firmado en 1993. El tribunal también aprobó el pago tardío en su favor durante su estancia en prisión, acumulando más de 16 millones de libras. La sentencia iba en contra del patrimonio de su exmarido, actualmente administrado por sus dos hijas, quienes apelaron y nunca le dieron suma alguna.

## Película
En noviembre de 2019 se anunció que el director Ridley Scott realizaría una película denominada House of Gucci sobre el matrimonio y el asesinato de Patrizia hacia su exmarido, con Lady Gaga representando a Patrizia y Adam Driver como Maurizio. La película fue estrenada en noviembre de 2021.